# Спектр (газета)
«Спе́ктр» (фин. Spektr) — ежемесячная русскоязычная газета Финляндии, выходившая с 1998 по конец 2020 в Хельсинки. По состоянию на декабрь 2019 года тираж газеты составлял 17-18 тысяч экземпляров. Главный редактор — Владимир Гусатинский. Помимо услуг, связанных с выпуском газеты, компания Spektr Kustannus OY занималась также переводами, версткой проспектов на финском и русском языках.
В ноябре 2020 года было объявлено о закрытии газеты к концу года по причине убыточности.
Редакция газеты основала информационный портал gazeta.fi, а 25 января 2021 года выпустил первый печатный номер издания «Финская газета».

## История
Газета была основана в 1998 году в Хельсинки. С момента основания главным редактором газеты была Эйлина Гусатинская.
В 2002 году был основан издательский дом Spektr Kustannus OY, который выкупил права на издание газеты у А/О Каннелтието. В правление в разное время входили Сеппо Сарлунд (председатель правления 2002—2016), Эйла Хонкасало, Аулис Ваннекоски, Эйлина и Владимир Гусатинские. В 2017 году председателем правления компании стал представитель концерна KPK Oyj Веса Пихлаямаа.
Уставной капитал компании — 25 тысяч евро, а годовой оборот составил на 2016 год около 170 тысяч евро.
В лучшие годы тираж газеты составлял более 40 тысяч экземпляров. Газета в большей степени ориентировалась не на туристов, а на местных русскоязычных жителей.
В ноябре 2020 года было объявлено о том, что к концу года газета будет закрыта. Газета многие годы работала в убыток, а распространение в Финляндии коронавируса усугубило ситуацию. Как сказала основатель газеты Эйлина Гусатинская, «вероятно, в нынешнем виде газета уже не нужна».
Суммарно за всё время существования издания было выпущено более двухсот номеров.

## Награды
- Почётная грамота Правительства Российской Федерации (15 июня 2009 года) — за большой вклад в сохранение русского языка и культуры, развитие единого мирового русскоязычного информационного пространства, поддержание и укрепление гуманитарных связей с соотечественниками за рубежом[5].